# Monts Métallifères slovaques
Pour les articles homonymes, voir Monts Métallifères.
Les monts Métallifères slovaques (en slovaque Slovenské rudohorie), appartenant aux Carpates occidentales, constituent la chaîne de montagne la plus étendue de Slovaquie. Ils s'effacent au sud des Tatras inférieures et recouvrent pratiquement la moitié sud de la Slovaquie centrale. D'une altitude inférieure à celle des Tatras, ils revêtent pour le pays une plus grande importance, de par leurs richesses naturelles et les mines (dont plusieurs sont toutefois abandonnées aujourd'hui).
Le nom actuel de la chaîne de montagnes est celui d'avant 1918, quand la Slovaquie était alors une province de la Hongrie. Peu après la Première Guerre mondiale, ils sont rebaptisés de façon éphémère « monts Métallifères de Hongrie » (en allemand : Ungarisches Erzgebirge), avant de devenir, à l'issue du Traité de Saint-Germain-en-Laye (1919) et l'intégration à la Tchécoslovaquie, les « monts Métallifères slovaques ».

## Géographie
La chaîne présente un relief monotone, où dominent les plateaux. Contrairement aux autres montagnes de Slovaquie, elle ne comporte qu'une (très légère) dépression et ne prend vraiment un aspect montagnard que dans sa partie méridionale.
Les monts métallifères comprennent les sommets suivants, tous densément boisés, y compris les deux régions karstiques :
- les monts de Vepor dans l'ouest du massif, près de Brezno ;
- les dolines de Zips-Gemerer au centre-nord, comprenant le « Paradis slovaque » ;
- la Revúcka vrchovina (« crête de Rauschenbach ») au centre avec le Stolické vrchy (Stolica) au nord : c'est le point culminant du massif ;
- la dépression de Rožňava et les monts de Volovec (Volovské vrchy) à l'est ;
- la montagne Noire (Čierna hora) au nord-est, près de Košice ;
- les karsts slovaques au sud-est, prolongement des karsts d’Észak-Borsodi en Hongrie.

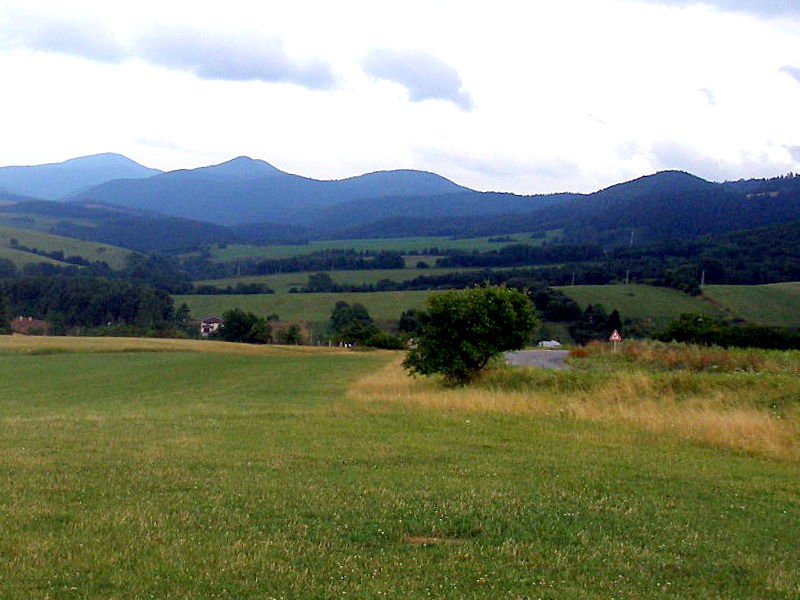
Vue sur la Montagne Noire (Čierna hora) aux alentours du bourg de Klenov.
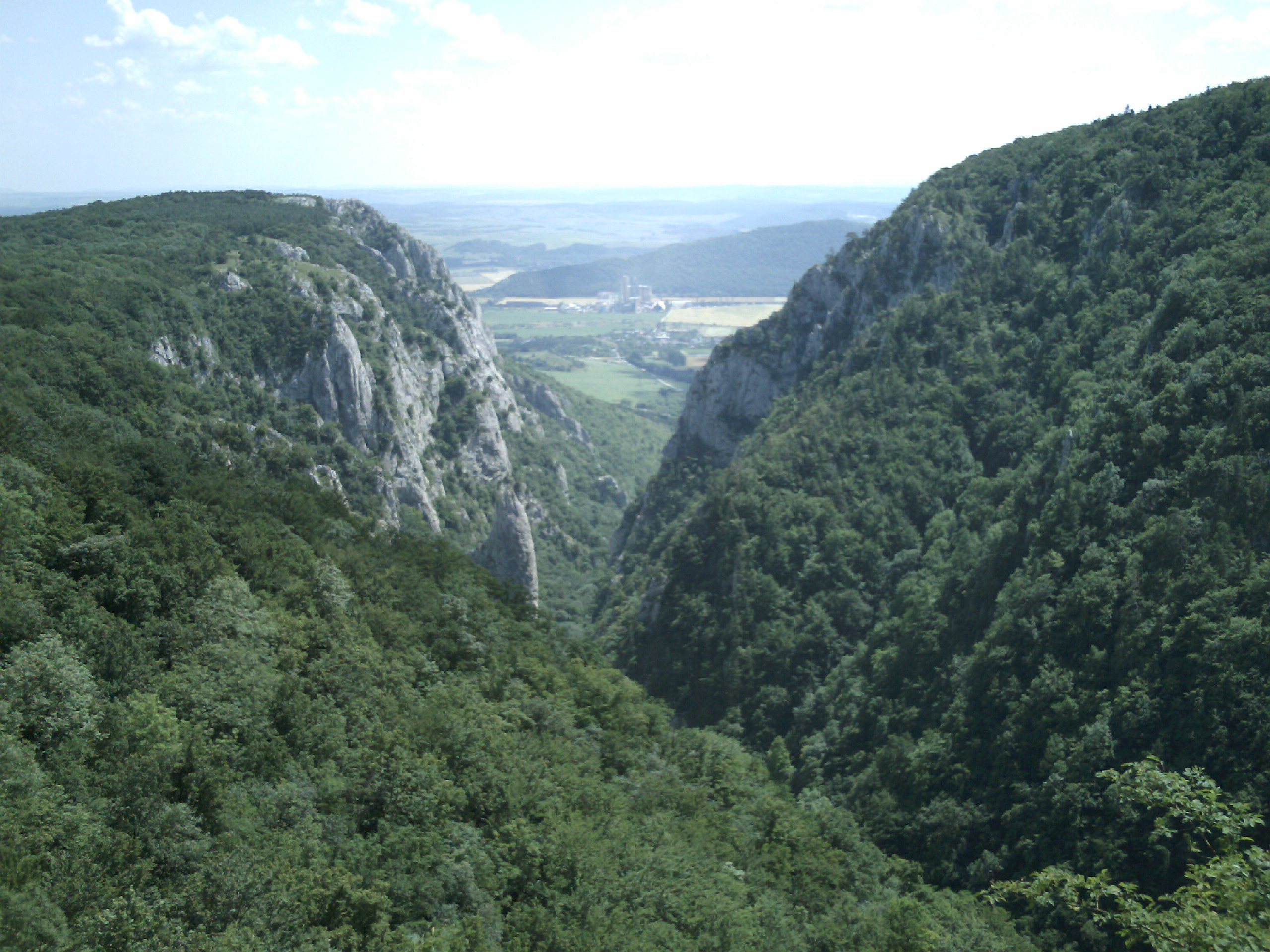
Les gorges de Zádielská tiesňava au milieu des dolines slovaques

## Histoire
Les riches gisements de ce massif (fer, manganèse, cuivre, plomb, étain, antimoine), exploités par l'artisanat local dès l’âge du bronze, puis d'une façon plus systématique à partir du XIVe siècle, sont aujourd'hui pratiquement épuisés.